# سیارک ۱۹۷۶۶
سیارک ۱۹۷۶۶ (به انگلیسی: 19766 Katiedavis، نامگذاری:2000OH4) نوزده هزار و هفتصد و شصت و ششمین سیارک کشف شده‌است که در ۲۴ ژوئیه ۲۰۰۰ کشف شد.
قدر مطلق سیارک برابر ۱۵.۵ است.